# Segundo Flores
Evaristo Segundo Flores Báez (Tocopilla, 6 de marzo de 1906 - 22 de febrero de 1971) fue un futbolista chileno. Jugó como half derecho en Magallanes, Colo-Colo y Unión Española.
Durante el año 1941 fue seleccionado y jugó en el Sudamericano de ese año efectuado en Chile.

## Trayectoria
Su trayectoria como deportista se inicia como atleta en la oficina salitrera Iberia, para comenzar a practicar fútbol en María Elena, donde al año fue seleccionado. El año 1935 vino al Campeonato Nacional de Fútbol amateur Santiago de Chile, como seleccionado de Coquimbo.
Como en dicho torneo destacó fue contratado por Magallanes, como centrodelantero, estuvo 3 años hasta 1937. En 1938 Colo-Colo lo contrata como centro foward para pasar posteriormente half derecho (medio lateral), siendo en esta posición donde cumplió la mejor campaña, que le dio prestigio y hasta patente internacional. Cinco años estuvo en Colo-Colo para pasar en 1943 a Unión Española y luego de un breve paso por Green Cross decide retirarse del fútbol.

## Selección nacional
Fue internacional con la Selección de fútbol de Chile durante 1941, participando en el Sudamericano en Santiago, solo se perdió el primer partido  para luego ser titular en todos los siguientes encuentros. Igualmente disputó un encuentro no oficial ante Newell's.   

### Participaciones en el Campeonato Sudamericano
| Torneo                       | Sede  | Resultado     | Partidos |
| ---------------------------- | ----- | ------------- | -------- |
| Campeonato Sudamericano 1941 | Chile | Tercer puesto | 3        |

## Clubes
| Club           | País  | Año       |
| -------------- | ----- | --------- |
| Magallanes     | Chile | 1935-1937 |
| Colo-Colo      | Chile | 1938–1942 |
| Unión Española | Chile | 1943-1946 |
| Green Cross    | Chile | 1947      |

## Palmarés

### Campeonatos nacionales
| Título                 | Club           | País  | Año  |
| ---------------------- | -------------- | ----- | ---- |
| Campeonato Relámpago   | Magallanes     | Chile | 1935 |
| Primera División       | Magallanes     | Chile | 1935 |
| Campeonato de Apertura | Magallanes     | Chile | 1937 |
| Campeonato de Apertura | Colo-Colo      | Chile | 1938 |
| Primera División       | Colo-Colo      | Chile | 1939 |
| Campeonato de Apertura | Colo-Colo      | Chile | 1940 |
| Primera División       | Colo-Colo      | Chile | 1941 |
| Primera División       | Unión Española | Chile | 1943 |